# Porcupine Lake
Porcupine Lake är en sjö i Kanada.   Den ligger i provinsen Nova Scotia, i den sydöstra delen av landet, 1 000 km öster om huvudstaden Ottawa. Porcupine Lake ligger 53 meter över havet. Arean är 0,12 kvadratkilometer. Den ligger vid sjön Salmon River Long Lake. Den sträcker sig 0,6 kilometer i nord-sydlig riktning, och 0,5 kilometer i öst-västlig riktning.
I omgivningarna runt Porcupine Lake växer i huvudsak blandskog. Runt Porcupine Lake är det ganska glesbefolkat, med 21 invånare per kvadratkilometer.